# Владимир Черкаски
Владимир Александрович Черкаски (на руски: Влади́мир Алекса́ндрович, княз Черка́сский) е руски юрист, славянофил и държавник. Княз. Оглавява Временното Руско управление в България по време на Руско-турската война (1877 – 1878).

## Биография
Владимир Черкаски е роден през 1824 г. в Чернски уезд, Тулска губерния. Произхожда от старинен княжески род, водещ началото си от кабардинския владетел Инал, потомък на египетския султан. Завършва Юридическия факултет на Московския университет.

### На държавна служба в Русия
Подготвя се за научна дейност, но насочва вниманието си към изучаване на селския въпрос. Разработва проекти в либерален дух за премахване на крепостното право. Изпитва симпатия към славянофилството. Участва активно в подготовката и осъществяването на Селската реформа в Русия (1857 – 1861). Състои се в отмяна на крепостното право (система на феодална, на практика робска зависимост от определен дворянин т.е. приближен на „двора“/ управляващата каста) чифликчия /собственик на земята и на селяните към нея, лишени от правото на собственост върху земята).
През 1864 – 1866 г. работи в Руското управление на зависимото Полско кралство. Провежда политика на умиротворяване след Полското въстание от 1863 г. Подготвя аграрната реформа в Полша от 1864 г. за оземляване на безимотните селяни.
Градски глава (кмет) на Москва от 1868 до 1870 г. Един от разработчиците на Градската реформа от 1870 г.

### Строител на съвременна България
Изпратен в България по време на Руско-турската война (1877-1878) като пълномощник на Централното управление на Руския Червен кръст при Действуващата Руска армия.
По време на войната оглавява Временното Руско управление в българските земи. Организира гражданската администрация, въвежда широко селско и градско самоуправление. Привлича изявени и авторитетни българи в управленската система. Подготвената от него записка за управлението на България е одобрена от император
Александър II. Взета е под внимание при изработването и приемането на Търновската Конституция на Княжество България (1879).
Умира в Сан Стефано в деня на подписването на Руско-турския мирен договор (19 февруари / 3 март 1878 г.).

## Памет
На княз Черкаски е наречена улица в квартал „Васил Левски“ в София (Карта).